# مسرح الظل الخميري

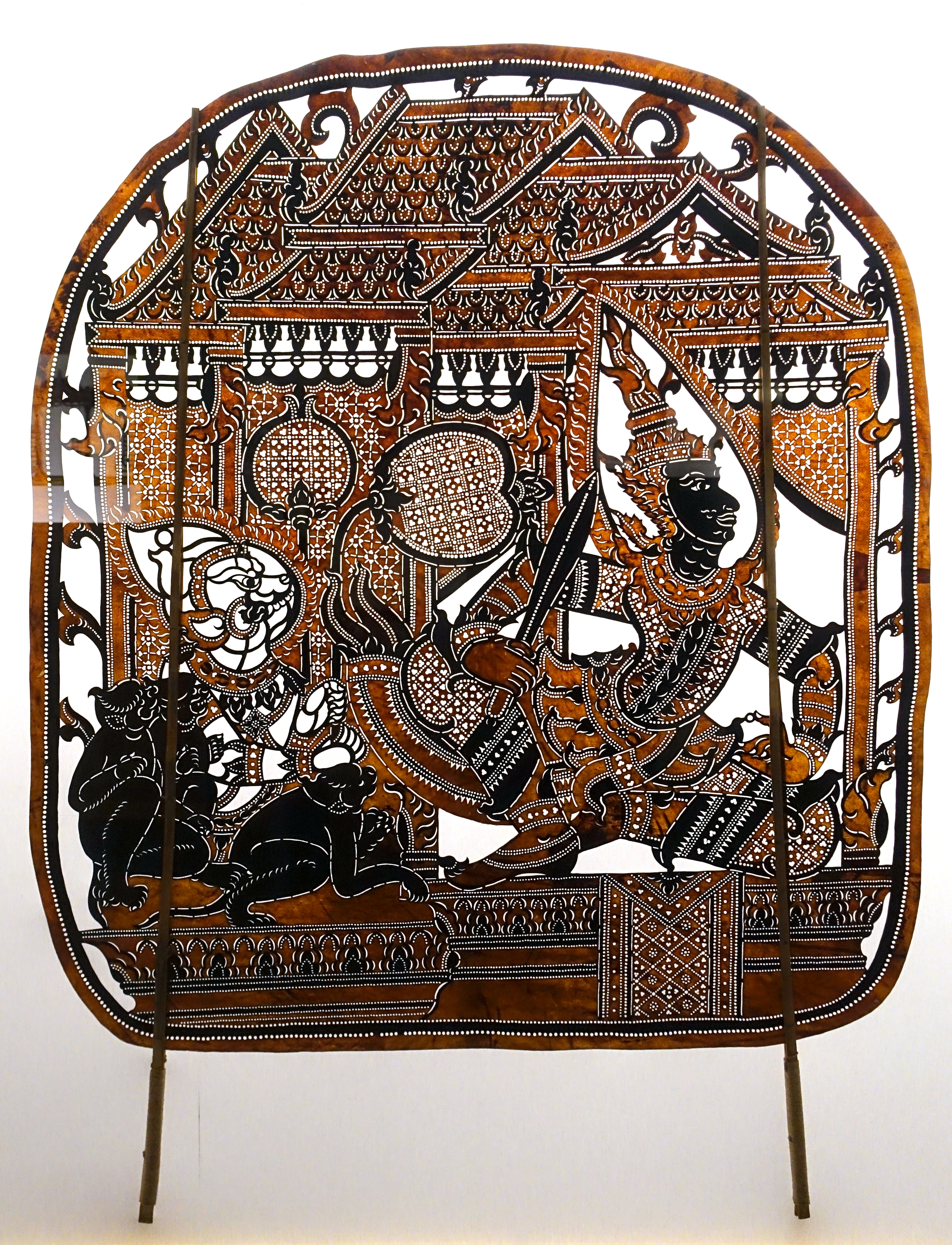
لوحة شخصية مستخدمة في دراما نانغ سبيك ثوم

مسرح الظل الخميري ( الخمير: ល្ខោនណាំងស្បែក; Lakhaon Nang Sbek ) (بالانجليزيةː Khmer shadow theatre) هي احد أشكال مسرح الظل التي يتم فيها استخدام دمى الظل الجلدية. الشكلان الرئيسيان هما Sbek Thom، الذي يتميز بـ Reamker، و Sbek Toch، الذي يستخدم دمى أصغر ومجموعة واسعة من القصص. نوع آخر يسمى Sbek Por يستخدم الدمى الجلدية الملونة.
ترتبط مسرحيات الظل في كمبوديا ارتباط وثيق وتشبه أيضًا مسرحيات الظل في تايلاند ( نانج ياي ونانج تالونج )، وإندونيسيا ( وايانج ووايانج كوليت ). في كمبوديا، تُسمى مسرحية الظل Nang Sbek Thom، أو ببساطة باسم Sbek Thom (حرفيًا "إخفاء جلدي كبير")، و Sbek Touch ("إخفاء جلدي صغير") و Sbek Por ("إخفاء جلدي ملون").

## الاداء
يتم اداء مسرح الظل خلال احتفالات المعبد المقدس، وفي المناسبات الخاصة، وللعامة في قرى كمبوديا. وتشمل المسرحيات الشعبية ملاحم رامايانا وماهابهاراتا، بالإضافة إلى الأساطير. ويرافق الأداء أوركسترا pinpeat الموسيقية.
Sbek Thom مبني على النسخة الكمبودية من الملحمة الهندية رامايانا، وهي قصة ملحمية عن الخير والشر تشمل راما وسيتا ولاكشمانا وهانومان ورافانا. حيث يعتبر أداء مقدس، يجسد معتقدات الكمبوديين المبنية على أسس وأساطير البراهمانية والبوذية.

## صناعة الدمى
تُصنع دمى الظل في كمبوديا من جلد البقر، وعادةً ما يكون حجمها كبيرًا جدًا، ويصور المشهد بأكمله، بما في ذلك خلفيته. على عكس نظيراتها في جاوة، عادة ما تكون دمى الظل الكمبودية غير مفصلية، مما يجعل أيدي الشخصية غير قابلة للحركة، وتترك بدون لون، مع الاحتفاظ باللون الأصلي للجلد. مركز إنتاج دمى الظل الرئيسي هو Roluos بالقرب من سييم ريب. تعد دمية الظل الكمبودية أحد العروض الثقافية التي يتم تقديمها للسياح إلى جانب الرقصات التقليدية الكمبودية.[بحاجة لمصدر] تختلف مجسمات سبك ثوم عن الدمى لأنها كبيرة وثقيلة ولا تحتوي على أجزاء متحركة. على النقيض من ذلك، فإن Sbek Touch عبارة عن دمى أصغر بكثير بأجزاء متحركة؛ كانت عروضهم أكثر شعبية. تشتمل مسرحية الظل سبك ثوم على العديد من محركي الدمى الذين يرقصون على الشاشة، حيث يلعب كل محرك عرائس شخصية واحدة من رامايانا، بينما يقرأ الرواة المنفصلون القصة برفقة أوركسترا.

## أنظر أيضا
- خيال الظل
- مسرح كمبوديا
- وايانغ

## الروابط الخارجية
- نانغ سبيك (مسرح الظل)
- اليونسكو - سبك توم: مسرح الخمير الظل
- شركة مسرح كوك ثلوك